# Hacılar Höyük

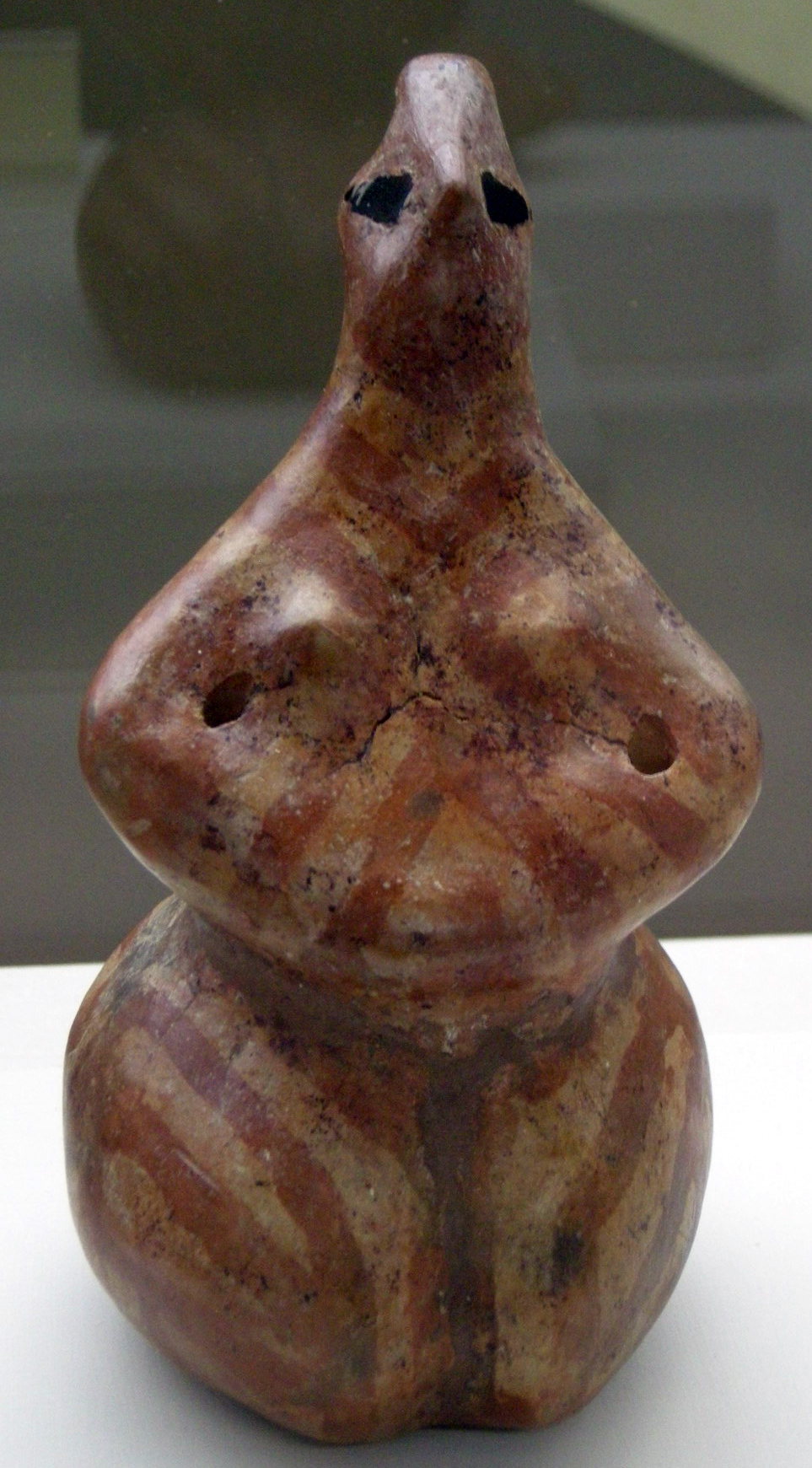
Estatueta feminina em terracota de encontrada em Hacılar Höyük

Hacılar Höyük é um antigo assentamento humano e sítio arqueológico e situado a 25 km a sudoeste de Burdur, no sudoeste da Turquia. O nível de ocupação mais antigo data de 7 040 a.C. Os dados arqueológicos indicam que o local foi abandonado e reocupado em mais do que uma ocasião ao longo da sua história.

## História arqueológica
Hacılar surgiu e foi abandonada na Pré-história. O que restou do povoado tornou-se um montículo na planície e assim permaneceu até 1956. Nesse ano, um professor local mostrou o montículo ao arqueólogo britânico James Mellaart, que no ano seguinte chefiou a primeira escavação, a qual se prolongou até 1960. Os artefatos recolhidos durante as escavações estão em exposição no Museu das Civilizações da Anatólia (Anadolu Medeniyetleri Müzesi), em Ancara.

## Descrição
As habitações em Hacılar Höyük consistiam em unidades agrupadas em torno de um pátio interior, organizadas em praças ou pequenas ruas, o que a distingue de outros assentamentos aparentados, como Çatalhüyük,. As construções tinham fundações de pedra como proteção contra os estragos da água. As paredes eram feitas de madeira e argamassa ou adobe e caiadas. O telhado, plano, era suportado por postes de madeira interior. Acredita-se que as casas teriam dois pisos, sendo o superior de madeira.
Os interiores eram estucados e, raramente, pintados. Ao longo do tempo foram sendo feitas mudanças às habitações; nas paredes começaram a aparecer mós de pedra, braseiras e almofarizes. Reentrâncias nas paredes eram usadas como guarda-louça. A cozinha era separada das restantes divisões e os pisos superiores eram usados como celeiros ou oficinas.
O local foi ocupado desde o 8,º milénio a.C., no Neolítico até à Idade do Cobre. Há nove níveis do 6,º milénio a.C., nos quais foram encontrados sobretudo peças de cerâmica sem decoração. O nível VI, datado de 5 600 a.C. é o que está mais bem explorado; nele foram encontradas nove casas de adobe agrupadas numa praça. A economia baseava-se na agricultura das variedade de trigo Triticum dicoccum, Triticum monococcum e Triticum aestivum, cevada, ervilha e fava (Vicia), e na pecuária (foram encontrados ossos de bovinos, ovelhas, cabras, porcoss e cães). A cerâmica era na generalidade simples, embora tenham sido encontradas alguns espécimes com mais elaboradas, com formas de animais e muitas figuras femininas nuas esculpidas em barro.
Nos níveis superiores foi encontrada cerâmica pintada, nomeadamente vasos decorados com padrões geométricos pintados. No nível II (c. 5 300 a.C., a aldeia foi fortificada e tinha um pequeno templo. O nível I, datado de cerca de 5 000 a.C., difere significativamente dos níveis mais antigos e acredita-se que corresponda à ocupação de outra população. Nessa época o povoado era muito fortificado e a cerâmica era elaborada, geralmente pintada de vermelho e branco.
A cultura de Hacılar parece estar aparentada com a de Çatalhüyük, Cukurkent e Yumuktepe (o assentamento que se encontra dentro do que é hoje a cidade de Mersin).